# TV Markíza
TV Markíza je slovačka privatna televizijska postaja s nacionalnom koncesijom uz TV JOJ koja emitira od 31. kolovoza 1996. Generalni direktor televizije je Václav Mika. Kratko nakon početka emitiranja postala je najgledanija televizija na slovačkom medijskom tržištu i tu poziciju drži do danas. Vlasnik televizije je skupina CME (Central European Media Enterprises), stoga joj je sestrinska televizija hrvatska Nova TV.
Trenutno emitira 24 sata dnevno za oko 90 % populacije Slovačke. Među najuspješnije programe TV Markíza spada središnja informativna emisija Televízne noviny.

## Kritika
U vremenu, kad joj je jedan od zajedničkih vlasnika bio Pavol Rusko, bivša Televízia Markíza je bila kritizirana za neobjektivnost u svojem informativnom programu, usmjerena na kritiku Ruskovih političkih protivnika a u korist njegove političke stranke ANO.

## Jesen 2009
| Markíza     | 19:00                                  | 19:30                                  | 20:00                           | 20:30                           | 21:00                           | 21:30                           | 22:00             | 22:30             |
| ----------- | -------------------------------------- | -------------------------------------- | ------------------------------- | ------------------------------- | ------------------------------- | ------------------------------- | ----------------- | ----------------- |
| Nedjelja    | Televízne noviny, Dnes, Vrijeme, Sport | Televízne noviny, Dnes, Vrijeme, Sport | Česko Slovenská Superstar       | Česko Slovenská Superstar       | Česko Slovenská Superstar       | Patrička                        | Filmy             | Filmy             |
| Ponedjeljak | Televízne noviny, Dnes, Vrijeme, Sport | Televízne noviny, Dnes, Vrijeme, Sport | Česko Slovenská Superstar       | Česko Slovenská Superstar       | Prvý krok                       | Prvý krok                       | 112               | 112               |
| Utorak      | Televízne noviny, Dnes, Vrijeme, Sport | Televízne noviny, Dnes, Vrijeme, Sport | Ordinácia v ružovej záhrade III | Ordinácia v ružovej záhrade III | Ordinácia v ružovej záhrade III | Ordinácia v ružovej záhrade III | Palba             | Filmy             |
| Srijeda     | Televízne noviny, Dnes, Vrijeme, Sport | Televízne noviny, Dnes, Vrijeme, Sport | Modré z neba                    | Modré z neba                    | Modré z neba                    | Radio Fresh                     | Radio Fresh       | Filmy             |
| Četvrtak    | Televízne noviny, Dnes, Vrijeme, Sport | Televízne noviny, Dnes, Vrijeme, Sport | Ordinácia v ružovej záhrade III | Ordinácia v ružovej záhrade III | Ordinácia v ružovej záhrade III | Ordinácia v ružovej záhrade III | NCIS              | NCIS              |
| Petak       | Televízne noviny, Dnes, Vrijeme, Sport | Televízne noviny, Dnes, Vrijeme, Sport | Aj múdri schybí                 | Aj múdri schybí                 | Aj múdri schybí                 | Filmy                           | Filmy             | Filmy             |
| Subota      | Televízne noviny, Dnes, Vrijeme, Sport | Televízne noviny, Dnes, Vrijeme, Sport | Smotánka                        | Superkino Markízy               | Superkino Markízy               | Superkino Markízy               | Superkino Markízy | Superkino Markízy |

## Emisije
- 112.
- Aj múdry schybí
- Clever
- Dereš
- Dnes
- Hodina pravdy
- Hurikán
- Karavan šou
- Lampáreň
- Let's Dance
- Modré z neba
- Na streche
- Na telo
- Nevesta pre milionára
- Paľba
- Pestúnka
- Pokušenie
- Prominenti
- Reflex (relácia)
- Srdcové záležitosti
- Sedem s r.o.
- Smotánka
- Teleráno
- Televízne noviny
- Vilomeniny
- Zámena manželiek
- Zo zákulisia Markízy

## Serije

### Vlastite
- Áno, miláčik!
- Mesto tieňov
- Milionár (Tko želi biti milijunaš?)
- Normálna rodinka
- Ordinácia v ružovej záhrade
- Priateľky
- Susedia (Susjedi - po ovoj seriji nastao je pilot za hrvatsku seriju "Vrata do vrata")
- Rádio

### Strane
- Čarodejnice (Čarobnice)
- Kobra 11 (Kobra 11)
- Walker, texaský ranger (Walker, teksaški rendžer)
- N.C.I.S. (Navy CIS)
- Komisár Rex (Inspektor Rex)
- V siedmom nebi (U sedmom nebu)
- Dva a pol chlapa (Dva i pol muškarca)
- Joan z Arkádie
- Veronika Marsová
- Kliatby z temnôt
- H2O: Stačí pridať vodu
- Škaredá Betty (Ružna Betty)
- Invázia (Invazija
- E - Ring: Pentagón - krídlo E
- Odložený prípad (Zaboravljeni slučaj)
- V tieni zločinu
- Bez stopy (Bez traga)
- 8 jednoduchých pravidiel (8 jednostavnih pravila)
- Médium (seriál) (Medij
- Avignonské proroctvo
- Zverokruh
- Kliatba dolmenu
- Hrdinovia
- Priatelia (seriál) (Prijatelji)
- Krok za krokom (Korak po korak)
- Elisa z Rivombrózy
- Ženatý so záväzkami (Bračne vode)
- Akty X (Dosjei X)
- JAG
- O.C. California

## Poveznice
- Službena stranica TV Markíza